# Universiteit van Napels Federico II
De Universiteit van Napels Federico II, tot 1987 eenvoudigweg Universiteit van Napels, is een staatsuniversiteit met meer dan 75.000 studenten in Napels (Italië).

## Geschiedenis
De universiteit werd op 5 juni 1224 opgericht door de keizer van het Heilige Roomse Rijk en koning van Koninkrijk Sicilië, Frederik II van Hohenstaufen. Het was de eerste staatsuniversiteit ter wereld. De eerste rector was Roffred van Benevento. Sinds 1987 is de universiteit naar Frederik II vernoemd en staat hij op het zegel van de universiteit afgebeeld.

## Faculteiten
- Landbouw. De Faculteit Landbouw is gehuisvest in een van de voormalige koninklijke residenties van het Huis Bourbon: het paleis van Portici.
- Architectuur. De Faculteit Architectuur bevindt zich in het Palazzo Orsini di Gravina.
- Biotechnologie
- Commerciële economie
- Techniek
- Rechten
- Literatuur
- Wiskunde
- Geneeskunde. De Faculteit Geneeskunde is de verderzetting van de Schola Medica Salernitana, de oudste medische school van Europa.
- Farmacie
- Politicologie
- Diergeneeskunde
- Sociologie

## Verbonden aan de universiteit

### Bekende hoogleraren
- Thomas van Aquino, filosoof en theoloog
- Augusto Graziani, hoogleraar politieke economie
- Namkhai Norbu, een Tibetaans-Italiaans geestelijke, tibetoloog en mongoloog
- Francesco Saverio Nitti, politicus en hoogleraar financiën
- Giuseppe Tucci, oriëntalist met als specialisatie Tibet en de geschiedenis van het boeddhisme
- Giuseppe Mercalli, priester, vulkanoloog en seismoloog
- Victor Klemperer, een Joods-Duitse filoloog en auteur
- Johannes Walther, een Duits geoloog en paleontoloog

### Bekende hoogleraren, eveneens student
- Bartholomeus van Capua, rechtsgeleerde
- Gaetano De Bottis, priester en natuurkundige
- Giovanni Di Guglielmo, hematoloog
- Marcello Gigante, hoogleraar Klassieke Talen, Byzantijnse literatuur en papyrologie
- Giulio Iasolino, anatoom
- Luciano Petech, een Italiaans taalkundige en historicus op het gebied van de Himalaya-regio
- Bernardo Quaranta, archeoloog en classicus
- Bonaventura Zumbini, letterkundige en rector van de universiteit

### Bekende studenten
- Francesco Accolla, advocaat en parlementslid
- Gaetano Arangio-Ruiz, rechtsgeleerde en later rector van de universiteit van Macerata
- Alfonso Castaldo, kardinaal
- Libero D'Orsi, archeoloog
- Bruno Foà, advocaat, econoom en zionist
- Valerio Laspro, aartsbisschop
- Bartolo Longo, advocaat
- Pasquale Stanislao Mancini, advocaat en minister
- Vincenzo Martellotta, militair
- Raffaele Paolucci, chirurg, militair en politicus
- Gabriele Pépe, hoogleraar geschiedenis aan de universiteit van Bari
- Roberto Saviano, journalist en publicist
- Antonino Sersale, kardinaal